# Élections législatives de 1857 dans l'Aisne
Les élections législatives françaises de 1857 se déroulent les 21 juin 1857. Dans le département de l'Aisne, quatre députés sont à élire dans le cadre de quatre circonscriptions.

## Élus
|   | Circonscription | Député sortant                |  | Parti               | Député élu ou réélu           |  | Parti               |
| - | --------------- | ----------------------------- |  | ------------------- | ----------------------------- |  | ------------------- |
| = | Première        | Ernest Hébert                 |  | Majorité dynastique | Ernest Hébert                 |  | Majorité dynastique |
| = | Seconde         | Étienne de Cambacérès         |  | Majorité dynastique | Louis de Cambacérès           |  | Majorité dynastique |
| = | Troisième       | Albert Debrotonne             |  | Majorité dynastique | Albert Debrotonne             |  | Majorité dynastique |
| = | Quatrième       | Ernest Geoffroy de Villeneuve |  | Majorité dynastique | Ernest Geoffroy de Villeneuve |  | Majorité dynastique |

## Résultats

### Résultats à l'échelle du département
|                | Bonapartistes           | 89 643  | 96,03  | 4 |  |  |
|                |                         |         |        |   |  |  |
|                | Indépendants            | 2 750   | 2,95   | 0 |  |  |
|                |                         |         |        |   |  |  |
|                | Républicains radicaux   | 628     | 0,67   | 0 |  |  |
|                | Divers républicains     | 329     | 0,35   | 0 |  |  |
|                | Opposition républicaine | 957     | 1,02   | 0 |  |  |
|                |                         |         |        |   |  |  |
|                |                         |         |        |   |  |  |
| Inscrits       | Inscrits                | 151 378 | 100,00 |   |  |  |
| Abstentions    | Abstentions             | 55 739  | 36,82  |   |  |  |
| Votants        | Votants                 | 95 639  | 63,18  |   |  |  |
| Blancs et nuls | Blancs et nuls          | 2 289   | 2,39   |   |  |  |
| Exprimés       | Exprimés                | 93 350  | 97,61  |   |  |  |

### Résultats par circonscription

#### Première circonscription
- Député sortant : Ernest Hébert (Majorité dynastique), réélu.

|                  | Ernest Hébert* | Majorité dynastique | 25 638 | 100,00 |  |  |
|                  |                |                     |        |        |  |  |
| Inscrits         | Inscrits       | Inscrits            | 38 551 | 100,00 |  |  |
| Abstentions      | Abstentions    | Abstentions         | 12 159 | 31,54  |  |  |
| Votants          | Votants        | Votants             | 26 392 | 68,46  |  |  |
| Blancs et nuls   | Blancs et nuls | Blancs et nuls      | 754    | 2,86   |  |  |
| Exprimés         | Exprimés       | Exprimés            | 25 638 | 97,14  |  |  |
| * député sortant |                |                     |        |        |  |  |

#### Seconde circonscription
- Député sortant : Étienne de Cambacérès (Majorité dynastique).
- Député élu : Louis de Cambacérès (Majorité dynastique).

|                | Louis de Cambacérès | Majorité dynastique | 18 420 | 100,00 |  |  |
|                |                     |                     |        |        |  |  |
| Inscrits       | Inscrits            | Inscrits            | 33 308 | 100,00 |  |  |
| Abstentions    | Abstentions         | Abstentions         | 14 173 | 42,55  |  |  |
| Votants        | Votants             | Votants             | 19 135 | 57,45  |  |  |
| Blancs et nuls | Blancs et nuls      | Blancs et nuls      | 715    | 3,74   |  |  |
| Exprimés       | Exprimés            | Exprimés            | 18 420 | 96,26  |  |  |

Ce scrutin est annulé pour défaut d'âge du candidat, qui n'atteint ses 25 ans qu'en août 1857. Une élection partielle est donc organisée le 27 décembre 1857 et confirme la victoire de Louis de Cambacérès qui réunit, à nouveau, 100% des suffrages en étant seul candidat.

#### Troisième circonscription
- Député sortant : Albert Debrotonne (Majorité dynastique), réélu.

|                  | Albert Debrotonne* | Majorité dynastique | 24 648 | 97,52  |  |  |
|                  | Alexandre Chaseray | Républicain radical | 628    | 2,48   |  |  |
|                  |                    |                     |        |        |  |  |
| Inscrits         | Inscrits           | Inscrits            | 42 725 | 100,00 |  |  |
| Abstentions      | Abstentions        | Abstentions         | 17 000 | 39,79  |  |  |
| Votants          | Votants            | Votants             | 25 725 | 60,21  |  |  |
| Blancs et nuls   | Blancs et nuls     | Blancs et nuls      | 449    | 1,75   |  |  |
| Exprimés         | Exprimés           | Exprimés            | 25 276 | 98,25  |  |  |
| * député sortant |                    |                     |        |        |  |  |

#### Quatrième circonscription
- Député sortant : Ernest Geoffroy de Villeneuve (Majorité dynastique), réélu.

|                  | Ernest Geoffroy de Villeneuve* | Majorité dynastique | 20 937 | 87,18  |  |  |
|                  | Alexandre Sorel                | Indépendant         | 2 750  | 11,45  |  |  |
|                  | Edmond de Tillancourt          | Républicain         | 329    | 1,37   |  |  |
|                  |                                |                     |        |        |  |  |
| Inscrits         | Inscrits                       | Inscrits            | 36 794 | 100,00 |  |  |
| Abstentions      | Abstentions                    | Abstentions         | 12 407 | 33,72  |  |  |
| Votants          | Votants                        | Votants             | 24 387 | 66,28  |  |  |
| Blancs et nuls   | Blancs et nuls                 | Blancs et nuls      | 371    | 1,52   |  |  |
| Exprimés         | Exprimés                       | Exprimés            | 24 016 | 98,48  |  |  |
| * député sortant |                                |                     |        |        |  |  |

## Rappel des résultats départementaux des élections de 1852

### Élus en 1852
| Circ.     | Élu(e) | Élu(e)              | Élu(e)                        | Élu(e)               | Élu(e)               | Battu(e) (seconde place) | Battu(e) (seconde place) | Battu(e) (seconde place) | Battu(e) (seconde place) | Battu(e) (seconde place) |
| Circ.     | Parti  | Parti               | Nom                           | % suffrages exprimés | % suffrages exprimés | Parti                    | Parti                    | Nom                      | % suffrages exprimés     | % suffrages exprimés     |
| Circ.     | Parti  | Parti               | Nom                           | 1er tour             | 2e tour              | Parti                    | Parti                    | Nom                      | 1er tour                 | 2e tour                  |
| --------- | ------ | ------------------- | ----------------------------- | -------------------- | -------------------- | ------------------------ | ------------------------ | ------------------------ | ------------------------ | ------------------------ |
| Première  |        | Majorité dynastique | Ernest Hébert                 | 100,00 %             | -                    | Pas d'adversaire         | Pas d'adversaire         | Pas d'adversaire         | Pas d'adversaire         | Pas d'adversaire         |
| Seconde   |        | Majorité dynastique | Étienne de Cambacérès         | 100,00 %             | -                    | Pas d'adversaire         | Pas d'adversaire         | Pas d'adversaire         | Pas d'adversaire         | Pas d'adversaire         |
| Troisième |        | Majorité dynastique | Albert Debrotonne             | 86,22 %              | -                    |                          | Républicain radical      | Alexandre Chaseray       | 13,78 %                  | -                        |
| Quatrième |        | Majorité dynastique | Ernest Geoffroy de Villeneuve | 74,82 %              | -                    |                          | Républicain modéré       | Edmond de Tillancourt    | 10,25 %                  | -                        |